# نهر فلادايا
نهر فلادايا (بالبلغارية: Владайска река)‏ هو نهر يقع في غرب بلغاريا وهو أحد روافد نهر اسكر.

## مجرى النهر
يتدفق النهر من المُنحدرات الشمالية من جبل فيتوشا، ويَعبُر النهر من محمّية تورفينو برانيشتي الطبيعية، ثم ينغمِر تحت نهر زلاتنيت موستوف الحجري. ويتحول بعدها إلى الشمال الشرقي عند قرية فلادايا التي تأخُذ إسمُها من النهر، ثم يدخُل النهر وادي صوفيا عبر خانق فلادايا. ثم يعبُر مدينة صوفيا، لِيَتَدفق أخيرًا نحو نهر اسكر.